# Stazione di Malvaglia Rongie
La stazione di Malvaglia Rongie è stata una stazione ferroviaria della ferrovia Biasca-Acquarossa, chiusa il 29 settembre 1973. Era a servizio del comune di Malvaglia.

## Strutture e impianti
Era costituita da un piccolo fabbricato viaggiatori e due binari. Ad oggi non rimane nessuna traccia, i binari sono stati smantellati e la stazione è stata demolita per l'attuale strada cantonale